# Mistrzostwa Polski w hokeju na trawie kobiet
Mistrzostwa Polski w hokeju na trawie kobiet to najważniejsze klubowe rozgrywki dla kobiet w hokeju na trawie w Polsce.
Pierwsza edycja mistrzostw została rozegrana w 1976 roku. W 1997 roku nie wyłoniono mistrzyń Polski (przeprowadzono zmianę harmonogramu startów z wiosna-jesień na jesień-wiosna). Najwięcej tytułów mistrzyń Polski w dotychczasowych startach (48 edycji w latach 1976-2024) wywalczył Start Brzeziny - osiemnaście razy, Polar Wrocław - jedenaście razy, AZS Politechnika Poznańska (Pocztowiec Poznań) - dziesięć razy.

## Medaliści Mistrzostw Polski w hokeju na trawie kobiet
| Edycja | Rok  | 1 miejsce                                      | 2 miejsce                  | 3 miejsce                  |
| ------ | ---- | ---------------------------------------------- | -------------------------- | -------------------------- |
| 1      | 1976 | Polonia Środa Wielkopolska                     | Polonia Wrocław            | Plon Skoroszyce            |
| 2      | 1977 | Polar Wrocław                                  | Polonia Wrocław            | Plon Skoroszyce            |
| 3      | 1978 | Polonia Wrocław                                | Plon Skoroszyce            | Polar Wrocław              |
| 4      | 1979 | Polar Wrocław                                  | Polonia Wrocław            | Plon Skoroszyce            |
| 5      | 1980 | Polar Wrocław                                  | Rolnik Nysa                | Polonia Wrocław            |
| 6      | 1981 | Polar Wrocław                                  | Rolnik Nysa                | Plon Skoroszyce            |
| 7      | 1982 | Polar Wrocław                                  | Rolnik Nysa                | AZS UŚ Katowice            |
| 8      | 1983 | Polar Wrocław                                  | AZS UŚ Katowice            | Plon Skoroszyce            |
| 9      | 1984 | AZS UŚ Katowice                                | Rolnik Nysa                | Polar Wrocław              |
| 10     | 1985 | AZS KU UŚ Katowice                             | Polar Wrocław              | Rolnik Nysa                |
| 11     | 1986 | AZS KU UŚ Katowice                             | Polar Wrocław              | Rolnik Nysa                |
| 12     | 1987 | Polar Wrocław                                  | Rolnik Nysa                | AZS KU UŚ Katowice         |
| 13     | 1988 | Polar Wrocław                                  | AZS KU UŚ Katowice         | Rolnik Nysa                |
| 14     | 1989 | Polar Wrocław                                  | Rolnik Nysa                | AZS Katowice               |
| 15     | 1990 | Rolnik Nysa                                    | Polonia Wrocław            | Sparta Gniezno             |
| 16     | 1991 | Rolnik Nysa                                    | AZS Katowice               | Plon Skoroszyce            |
| 17     | 1992 | Polonia Wrocław                                | Plon Skoroszyce            | Start Brzeziny             |
| 18     | 1993 | Start Brzeziny                                 | Plon Skoroszyce            | Sparta Gniezno             |
| 19     | 1994 | Polar Wrocław                                  | Start Brzeziny             | Sparta Gniezno             |
| 20     | 1995 | Start Brzeziny                                 | Polar Wrocław              | Sparta Gniezno             |
| 21     | 1996 | Start Brzeziny                                 | Sparta Gniezno             | Polar Wrocław              |
| 22     | 1998 | AZS AWF Poznań                                 | Polar Wrocław              | Sparta Gniezno             |
| 23     | 1999 | Polar Wrocław                                  | Sparta Gniezno             | Start Brzeziny             |
| 24     | 2000 | Start Brzeziny                                 | Polar Wrocław              | LKS Nysa                   |
| 25     | 2001 | Start Brzeziny                                 | LKS Nysa                   | Polar Wrocław              |
| 26     | 2002 | Start Brzeziny                                 | Polonia Wrocław            | Polar Wrocław              |
| 27     | 2003 | Start Brzeziny                                 | Sparta Gniezno             | Polonia Wrocław            |
| 28     | 2004 | Start Brzeziny                                 | Polar Wrocław              | AZS AWF Poznań             |
| 29     | 2005 | Start Brzeziny                                 | Polar Wrocław              | Pocztowiec Poznań          |
| 30     | 2006 | Pocztowiec Poznań                              | Polar Wrocław              | Start Brzeziny             |
| 31     | 2007 | Start Brzeziny                                 | Polar Wrocław              | Pocztowiec Poznań          |
| 32     | 2008 | Pocztowiec Poznań                              | Start Brzeziny             | Polar Wrocław              |
| 33     | 2009 | Pocztowiec Poznań                              | Start Brzeziny             | Polar Wrocław              |
| 34     | 2010 | Start Brzeziny                                 | Pocztowiec Poznań          | UKS Dwójka Nysa            |
| 35     | 2011 | Start Brzeziny                                 | Pocztowiec Poznań          | UKS Dwójka Nysa            |
| 36     | 2012 | Pocztowiec Poznań (AZS Politechnika Poznańska) | Start Brzeziny             | UKS Dwójka Nysa            |
| 37     | 2013 | AZS Politechnika Poznańska                     | Start Brzeziny             | UKS Dwójka Nysa            |
| 38     | 2014 | AZS Politechnika Poznańska                     | Start Brzeziny             | UKS Dwójka Nysa            |
| 39     | 2015 | Start Brzeziny                                 | AZS Politechnika Poznańska | UKS Dwójka Nysa            |
| 40     | 2016 | AZS Politechnika Poznańska                     | Start Brzeziny             | LKS Rogowo                 |
| 41     | 2017 | AZS Politechnika Poznańska                     | Start Brzeziny             | ZSMP Poznań                |
| 42     | 2018 | Start Brzeziny                                 | AZS Politechnika Poznańska | LOMS Poznań                |
| 43     | 2019 | Start Brzeziny                                 | AZS Politechnika Poznańska | Ósemka Tarnowskie Góry     |
| 44     | 2020 | AZS Politechnika Poznańska                     | Start Brzeziny             | KS Rogowo                  |
| 45     | 2021 | AZS Politechnika Poznańska                     | Start Brzeziny             | LKS Gąsawa                 |
| 46     | 2022 | Start Brzeziny                                 | AZS Politechnika Poznańska | Orient II Łozina           |
| 47     | 2023 | Start Brzeziny                                 | AZS Politechnika Poznańska | Orient II Łozina           |
| 48     | 2024 | Start Brzeziny                                 | AZS Politechnika Poznańska | Swarek Swarzędz            |
| 49     | 2025 | Start Brzeziny                                 | Swarek Swarzędz            | AZS Politechnika Poznańska |